# كأس أمريكا الجنوبية لكرة السلة للأندية
كأس أمريكا الجنوبية لكرة السلة للأندية كانت منافسة كرة سلة احترافية تتنافس فيها أندية كرة السلة في قارة أمريكا الجنوبية. تأسست في سنة 1946. توقفت في سنة 2008. كان يتم تنظيمها من قبل اتحاد الأمريكتين لكرة السلة. يعتبر نادي سيريو لكرة السلة البرازيلي الأكثر فوزا بها برصيد 8 ألقاب (1961، 1968، 1970، 1971، 1972، 1978، 1979، 1984).